# Брод-стрит (Манхэттен)
Брод-стрит (англ. Broad Street) — улица в нижнем Манхэттене.

## Описание
Брод-стрит проходит через Финансовый округ. На юге улица ограничена улицей Саут-стрит, проходящей вдоль реки Ист-Ривер. На севере она ограничивается Уолл-стрит и переходит в Нассо-стрит. Брод-стрит пересекается следующими улицами (в направлении юг→север):
- Нью-Йорк-плаза;
- Перл-стрит;[# 1]
- Бридж-стрит;[# 1]
- Стоун-стрит;[# 1]
- С. Уильям-стрит;[# 2]
- Маркетфилд-стрит;[# 1]
- Бивер-стрит.

На Брод-стрит, являющейся неотъемлемой частью финансового квартала, расположены некоторые важнейшие финансовые и офисные учреждения. Среди них — Нью-Йоркская фондовая биржа (дом 18). Напротив неё расположен бывший головной офис J.P. Morgan & Co., ныне являющийся кондоминиумом класса люкс (дом 15). В доме 25, ныне тоже являющемся элитным кондоминиумом, прежде располагались помещения биржи. На улице также расположен головной офис Американской банкнотной компании (дом 70). Кроме того, на Брод-стрит расположены наиболее южные небоскрёбы Манхэттена: 1 New York Plaza и 2 New York Plaza на западной и восточной сторонах улицы соответственно.

## История
Улица была создана в 1646 году в рамках цикла общественных работ по перестраиванию Нового Амстердама. Она получила название «Канальная улица» (нидерл. De Heere Gracht) по каналу, прорытому от Ист-Ривер. Канал помимо прочего стал конечной точкой паромного маршрута Фултон-Ферри, ходившего между Новым Амстердамом и Бруклином. Вдоль канала были выстроены трёхэтажные здания. Мостовые перед ними были замощены в 1660 году.
В 1664 году город перешёл под британское владычество. Британцы переименовали канал в Брод (от англ. broad, широкий) и назвали в честь него улицу. Уличные торговцы фруктами и овощами, среди которых были приплывшие с Лонг-Айленда на каноэ индейцы, со временем настолько засорили канал, что в 1676 году его пришлось засыпать, поскольку он стал непроходимым для крупных судов. Многие старые здания улицы сгорели в пожаре 1835 года. Корреспондент New York Herald через день после пожара описал обстановку:

Вся Брод-стрит была забита товарами, телегами, носильщиками и прохожими. Несколько раз я попытался пробраться пешком до пристани в конце улицы. Мне этого не удалось. С середины Брод-стрит, глядя поверх зданий в направлении Уильям-стрит, я видел лишь языки пламени, восходящие к небу, и чудовищные облака дыма, клубящиеся, будто бы они исходили из вулкана.
Оригинальный текст (англ.)All Broad street was crowded with goods, merchandize, carts, porters and crowds. I attempted several times to thread my way down to the wharf at the foot of Broad street. I could not do it. From the centre of this street, looking to the left over the buildings, in the direction of William, I saw nothing but flames ascending to heaven, and prodigious clouds of smoke curling after it as if from a volcano.

Большинство нынешних зданий улицы построены уже в XX веке.

## Транспорт
На пересечении Брод- и Уолл-стрит расположена станция метро Broad Street, являющаяся частью маршрутов J/Z.

## Комментарии
1. 1 2 3 4  Примыкает с запада
2. ↑  Примыкает с востока